# Szloma Brzoza
Szloma Brzoza (ur. 28 grudnia 1922, zm. 23 października 2000 w Szczecinie) – polski działacz społeczności żydowskiej w Szczecinie, w 2000 roku przewodniczący Gminy Wyznaniowej Żydowskiej w Szczecinie, wieloletni członek i działacz Towarzystwa Społeczno-Kulturalnego Żydów w Polsce, członek Zarządu Związku Gmin Wyznaniowych Żydowskich w RP.
Szloma Brzoza został pochowany 30 października w kwaterze żydowskiej cmentarza Centralnego w Szczecinie.